# 帕特里克·安德森
帕特里克·安德森（英語：Patrick Anderson，1979年8月22日—），加拿大男子篮球运动员。他曾代表加拿大参加2000年、2004年、2008年、2012年、2020年和2024年夏季残疾人奥林匹克运动会轮椅篮球比赛，获得三枚金牌和一枚银牌。

## 個人生活
安德森出生於加拿大亞伯達省愛民頓，在安大略省弗格斯鄉鎮長大。九歲時，他被醉酒司機撞倒而失去了膝蓋以下的雙腿。他被歸類為4.5分的比賽選手。

## 籃球生涯
安德森被廣泛認為是世界上最好的輪椅籃球運動員之一。他在1990 年開始參加這項運動，並於1997 年首次入選加拿大國家隊。
在2000年，他首次代表加拿大參加悉尼殘奧會男子輪椅籃球比賽。加拿大隊在這次殘奧會贏得了比賽的金牌。2004 年在希臘雅典舉行的夏季殘奧會上，他代表加拿大隊在決賽中擊敗了澳大利亞隊而贏得了第二枚殘奧會金牌。
2008年在中國北京舉行的夏季殘奧會上，安德森是加拿大男子輪椅籃球代表隊的成員之一，加拿大隊在決賽中輸給了來自澳大利亞的代表隊，贏得了銀牌。2008年殘奧會後，他從籃球退役，搬到紐約上大學，以實現成為職業音樂家的夢想。2011年再次出山後，安德森被選中代表加拿大參加2012年英國倫敦夏季殘障奧運會。在決賽中，安德森得到34分、10個籃板和8次助攻，加拿大以64-58戰勝澳洲贏得金牌。
安德森與游泳選手Katarina Roxon一起被選為加拿大2024年巴黎夏季殘奧會開幕典禮的旗手。加拿大在這次比賽中於銅牌賽輸了給德國，位列第四名。這是安德森第六次身為加拿大輪椅籃球代表隊的成員，也是最後一次參加殘奧會。